# Bataille d'Aizenay (1815)
Pour les articles homonymes, voir Bataille d'Aizenay.
Guerre de Vendée de 1815
Batailles
- Les Échaubrognes
- L'Aiguillon
- Aizenay
- Sainte-Anne-d'Auray
- Cossé
- Saint-Gilles-sur-Vie
- Redon
- Les Mathes
- Muzillac
- Rocheservière
- Thouars
- Auray
- Châteauneuf-du-Faou
- Guérande
- Fort la Latte

La bataille d'Aizenay se déroule la nuit du 20 au 21 mai 1815 lors de la guerre de Vendée de 1815.

## Prélude
Le 19 mai 1815, après la bataille de L'Aiguillon, les armées vendéennes de Pierre Constant de Suzannet et Charles Sapinaud de La Rairie se réunissent à Palluau, où Louis de La Rochejaquelein est reconnu comme « général en chef de l'Armée royale ». Ce dernier décide alors de marcher sur la ville La Roche-sur-Yon, alors appelée Napoléon par les bonapartistes et Bourbon par les royalistes.
L'armée vendéenne s'arrête le soir du 20 mai à Aizenay, à une quinzaine de kilomètres au nord-ouest de La Roche-sur-Yon, afin d'y passer la nuit. Les troupes Suzannet campent sur la route de La Mothe-Achard, au sud du bourg, et les autres dans le bourg même.
Informé des mouvements royalistes, le général impérial Jean-Pierre Travot quitte Saint-Gilles-sur-Vie le 20 mai, à 10 heures du matin, et se porte à la rencontre des Vendéens.

## Forces en présence
Du côté des impériaux, le général de division Jean-Pierre Travot est à la tête de 530 fantassins des 43e et 61e régiments d'infanterie de ligne, de 80 gendarmes à cheval, de 103 gendarmes à pied, de 140 canonniers et de 240 chasseurs de la Vendée, soit 1 093 hommes au total.
L'armée vendéenne est forte de 6 000 hommes selon le « Précis de la campagne de 1815 » par Suzannet. Un rapport du préfet Ferri-Pisanu donne le même nombre. Dans ses mémoires, l'officier royaliste Simon Canuel évoque 8 000 hommes,. L'armée est commandée par le général en chef Louis de La Rochejaquelein et par Pierre Constant de Suzannet et Charles Sapinaud de La Rairie.

## Déroulement
Travot lance l'attaque entre 11 heures du soir et minuit,. Les impériaux s'approchent à la nuit tombée et crient « Vive le roi! » aux quelques sentinelles qu'ils rencontrent,,,. Ils traversent le bourg puis tombent sur le camp vendéen. Les royalistes sont surpris en plein sommeil et cèdent rapidement à la panique,,,. Certains se tirent les uns sur les autres par erreur,,. Les officiers, alors en réunion hors du bourg, arrivent après le début des combats et sont incapables de rétablir l'ordre. L'effet de panique est aggravé par les musiciens impériaux, dispersés par Travot autour d'Aizenay, qui donnent l'illusion d'un encerclement complet,.
Les combats s'achèvent vers 3 heures du matin. Les Vendéens prennent la fuite et une partie d'entre eux se réfugient dans la forêt d'Aizenay,. Les troupes de Suzannet, restées en arrière, sont entraînées dans la déroute. L'armée se disperse et les combattants regagnent leurs villages,.

## Pertes
Les pertes ne sont pas connues avec précision. Dans ses mémoires, Simon Canuel reconnaît que « l'ennemi perdit plusieurs des siens », mais que « la perte des royalistes fut plus considérable ». Pour Alphonse de Beauchamp, les Vendéens perdent une trentaine d'hommes et les impériaux laissent une cinquantaine de morts. Berthre de Bourniseaux donne un bilan de 35 morts pour les royalistes. Selon Émile Gabory, Travot ne perd que quelques hommes, dont un officier, contre une cinquantaine pour les royalistes. En 2015, l'historien Aurélien Lignereux estime que les pertes vendéennes sont vraisemblablement d'une cinquantaine d'hommes.
Parmi les chefs royalistes, Guerry de Beauregard, beau-frère de La Rochejaquelein, est tué,. Ludovic de Charette, neveu du général François-Athanase de Charette, âgé de 27 ans, est mortellement blessé et succombe le 31 mai,,,,. Saint-André, un jeune officier récemment débarqué, est blessé et fait prisonnier. Selon Simon Canuel, Travot lui sauve la vie et il est emprisonné jusqu'en juillet à La Rochelle.